# アントニア・バード
アントニア・バード（Antonia Jane Bird, 1959年5月27日 - 2013年10月24日）は、イギリスのテレビ番組のディレクター・映画監督。

## 生い立ち
ロンドン生まれ。Royal Court Theatre でキャリアをスタートさせた後、『イーストエンダーズ』 (1985-1986) や『カジュアリティ』 (1986-1987) の一部の回および『Thin Air』 (1988) や『The Men's Room』 (1991) といった連続ドラマを監督した。1993年には Edinburgh International Television Festival で Best First Feature を受賞し、『Safe』 で英国アカデミー賞Best Single Dramaを受賞した。
1994年には『司祭』で映画監督デビュー。映画の内容をカトリック教会に批判される。ハリウッドに移った後は、『マッド・ラブ』 (1995)、『フェイス』(1997)、『ラビナス』 (1999) や『Care』 (2000) 等といった様々な作品をつくり続けていた。
2013年10月24日、未分化甲状腺癌のため死去。54歳没。

## 監督作品
- 司祭 - Priest (1994)
- マッド・ラブ - Mad Love (1995)
- フェイス - Face (1997)
- ラビナス - Ravenous (1999)
- Care (2000)